# Eugenia aloysii
Eugenia aloysii är en myrtenväxtart som beskrevs av Cecil John Saldanha. Eugenia aloysii ingår i släktet Eugenia och familjen myrtenväxter. Inga underarter finns listade i Catalogue of Life.